# Gauliga Württemberg
La Gauliga Württemberg era la principale manifestazione calcistica nello stato tedesco del Württemberg e nella provincia prussiana di Hohenzollern fra il 1933 ed il 1945. Poco dopo la nascita della lega il regime nazista riorganizzò le regioni amministrative della Germania ed il Gau Württemberg-Hohenzollern sostituì la provincia prussiana e lo stato del Württemberg. Le squadre provenienti dalla Gauliga Württemberg non ebbero però grande successo a livello nazionale: il solo Stoccarda giunse in finale nel 1935, ma fu sconfitto dallo Schalke 04.

## Storia
La lega venne introdotta nel 1933, dopo la presa di potere del nazismo, per sostituire la Bezirksliga al più alto livello calcistico di gioco in Germania. Fu creata con nove società, tutte dal Württemberg e sostituì la Bezirksliga Württemberg-Baden, fino ad allora la massima divisione regionale, ma incluse anche due società del Württemberg che al tempo giocavano nella Bezirksliga Südbayern. In cambio due squadre che giocavano nel campionato del Württemberg aderirono alla nuova Gauliga Baden.
Nella prima stagione quindi la lega si disputò con nove squadre, che si sfidarono in un girone all'italiana: la vincente si qualificava per il campionato tedesco, mentre l'ultima veniva retrocessa. L'anno seguente il campionato si allargò a dieci squadre, con retrocessione per le ultime due; questo sistema rimase in vigore fino al 1939.
Nel 1939-40 la lega fu divisa in due gironi regionali di sei squadre, con una final four dopo i gironi all'italiana, ma l'anno successivo si tornò al vecchio modello, seppur con dodici squadre anziché dieci e retrocessione per le ultime quattro; dal 1941-42 al 1943-44 infatti si tornò alla formula a dieci club con due retrocessioni. Nell'ultima stagione invece, la 1944-45, la lega ebbe 17 squadre divise in tre gironi.
L'imminente collasso del nazismo nel 1945 danneggiò gravemente tutte le Gauliga ed il calcio nel Württemberg interruppe la sua attività nel marzo 1945 lasciando la stagione incompleta. Terminò l'era delle Gauliga: lo stato venne occupato dalle forze alleate, e quando riprese l'attività il vecchio modello di campionato fu sostituito dalla nuova Oberliga Süd.

## Membri fondatori della lega
- Union Böckingen, 2a nella divisione del Württemberg
- Kickers Stuttgart, 1a nella divisione del Württemberg
- Stoccarda, 3a nella divisione del Württemberg
- Sportfreunde Stuttgart, promosso dalla 2ª divisione
- SV Feuerbach, 4a nella divisione del Württemberg
- SSV Ulm, 5a nella divisione della Baviera meridionale
- SC Stuttgart, 7a nella divisione del Württemberg
- FV Ulm 1894, 3a nella divisione della Baviera meridionale
- FC Birkenfeld, 8a nella divisione del Württemberg
- VfR Heilbronn, squalificata il 21 gennaio 1934

## Vincitori e piazzati della Gauliga Württemberg
Di seguito vengono riportati il vincitore e il piazzato del campionato:
| Stagione | Vincitore         | Secondo posto          |
| 1933-34  | Union Böckingen   | Kickers Stoccarda      |
| 1934-35  | Stoccarda         | Ulma                   |
| 1935-36  | Kickers Stoccarda | Sportfreunde Stoccarda |
| 1936-37  | Stoccarda         | Ulma                   |
| 1937-38  | Stoccarda         | Kickers Stoccarda      |
| 1938-39  | Kickers Stoccarda | Stoccarda              |
| 1939-40  | Kickers Stoccarda | Stoccarda              |
| 1940-41  | Kickers Stoccarda | Stoccarda              |
| 1941-42  | Kickers Stoccarda | Stoccarda              |
| 1942-43  | Stoccarda         | Sportfreunde Stoccarda |
| 1943-44  | 1. Göppinger SV   | Kickers Stoccarda      |